# Глушківці
Глушкі́вці — село в Україні, у Солобковецькій сільській територіальній громаді Хмельницького району Хмельницької області. Населення становить 1121 осіб.

## Історія
Засноване в 14 столітті. 
7 (20) листопада 1917 року, відповідно до Третього Універсалу Української Центральної Ради, увійшло до складу Української Народної Республіки.
До 1951 року село відносилось до Солобковецького району Кам’янець-Подільської області.
12 червня 2020 року, відповідно до розпорядження Кабінету Міністрів України № 727-р «Про визначення адміністративних центрів та затвердження територій територіальних громад Хмельницької області», увійшло до складу Солобковецької сільської громади.
19 липня 2020 року, в результаті адміністративно-територіальної реформи та ліквідації Ярмолинецького району, село увійшло до складу новоутвореного Хмельницького району.

## Населення

### Мова
Розподіл населення за рідною мовою за даними перепису 2001 року:
| Мова            | Кількість | Відсоток |
| --------------- | --------- | -------- |
| українська      | 1100      | 98.13%   |
| російська       | 17        | 1.51%    |
| інші/не вказали | 4         | 0.36%    |
| Усього          | 1121      | 100%     |

## Відомі люди
- Гуцало Михайло Олексійович — фельдшер лазарету 4-ї Київської дивізії Армії УНР, Герой Другого Зимового походу
- Комар Пантелей Ілліч — український радянський партійний діяч, Герой Соціалістичної Праці.